# Carly Rae Summers
Jade Buxton, mais conhecida como Carly Rae Summers (Warwickshire, 5 de março de 1993), é uma atriz pornográfica da Inglaterra.

## Vida pessoal
Carly Rae Summers declara-se uma feminista e que faz pornografia por vontade própria. Ela também afirma ter um "corpo comum", quando comparado com outras atrizes. Ela diz que sua mãe descobriu que produzia filmes pornográficos e expressou sua preocupação, mas "desde que [ela] descobriu que não estou indo para nenhum hotel estranho, ela está mais tranquila".

## Carreira
Graduou-se em moda pela Universidade Metropolitana de Manchester em 2015.
Ela começou a trabalhar com pornografia no segundo ano da faculdade, o que fez com que suas finanças estabilizassem. Ela foi convidada para produzir pornografia por um e-mail, e aceitou para fazer renda extra. Ela tornou-se uma atriz conhecida, viajando para lugares como Estados Unidos e Barcelona para produzir os filmes. Ela já produziu um filme de realidade virtual. Carly já trabalhou com estúdios como Evil Angel, Digital Playground, FakeHub, e Brazzers. Ela define-se como uma "goonete" e ficou conhecida por criar vídeos reagindo à pornografia. Em fevereiro de 2024, fez uma parceria com o CAM4, onde ela elegeu os dez vencedores do MyShopVideo Contest.

## Premiações
| Prêmio                    | Categoria                         | Filme                             |          |
| ------------------------- | --------------------------------- | --------------------------------- | -------- |
| XBIZ Awards (2019)        | Best Sex Scene - Comedy Release   | Hand Solo: A DP XXX Parody (2018) | indicada |
| XBIZ Europa Awards (2019) | Best Sex Scene - Feature Movie    | Hand Solo: A DP XXX Parody (2018) | indicada |
| XRCO Awards (2019)        | Best Parody                       | Hand Solo: A DP XXX Parody (2018) | indicada |
| NightMoves Awards (2019)  | Best Comedy/Parody/ Spoof Release | Hand Solo: A DP XXX Parody (2018) | indicada |